# Усть-Уса
Усть-Уса (комі Усвавом, Усвом)  — село в Республіці Комі, Росія. Входить до складу міського округу Усинськ.
Розташоване при впадінні річки Уса в Печору, в 40 км на захід від Усинська.
У 1930—1959 роках Усть-Уса була адміністративним центром Усть-Усинського району.
У 1942 році відбулося Усть-Усинське повстання в'язнів (Повстання Ретюніна) в місцях позбавлення волі (один з пунктів Воркутинського ВТТ).
У 1936—1941 роках Усть-Уса була адміністративним центром Печорського округу Комі АРСР.
В Усть-Усі народився Валерій Леонтьєв — видатний радянський і російський естрадний співак.